# Semsey Aladár
Semsei Semsey Aladár (Málnás, Háromszék, 1872. február 25. – Budapest, 1950. január 11.) főjegyző, Újpest polgármestere.

## Életútja

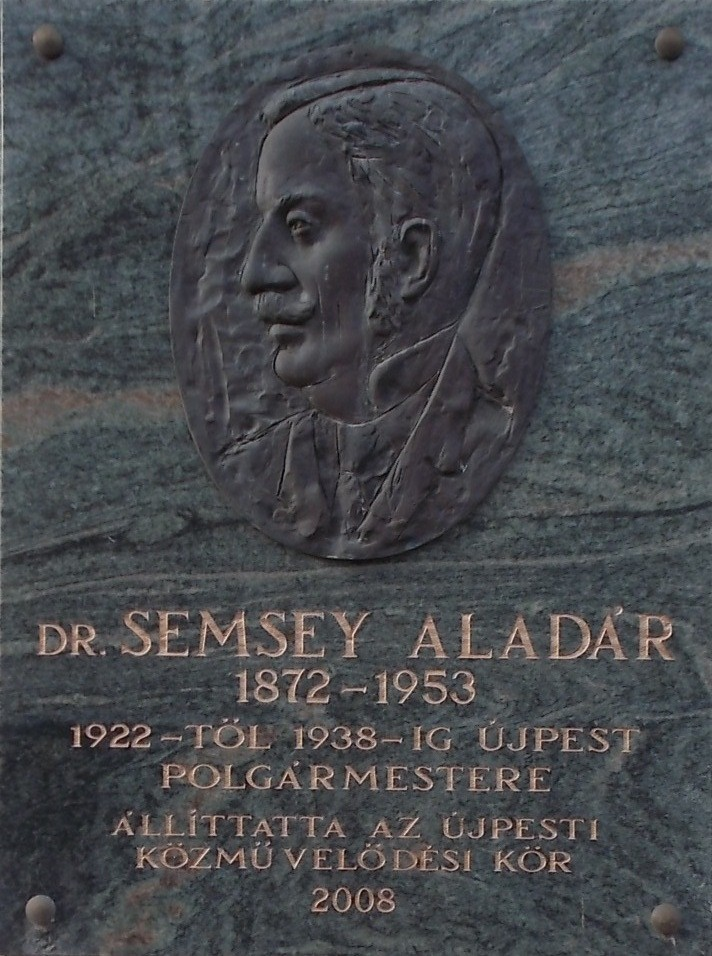
Emléktáblája Újpesten. Gábor Mihály (2008)

Semsey Tamás és Solymosi Mária fiaként született. A nagyszebeni állami főgimnázumban tanult, majd a budapesti tudományegyetem hallgatta a jogot. Ügyvédjelölt volt másfél évig Budapesten, egy évig pedig Brassóban. 1896. november 7-én Brassó vármegye szolgálatába állott és közigazgatási gyakornok volt. 1897-től vármegyei alszámvevő, 1899-től aljegyző és helyettes árvaszékí ülnök. 1901 decemberétől a hétfalusi járás főszolgabírája volt, majd 1907 decembertől vármegyei főjegyzőként működött. Mivel megtagadta a román hűségesküt, ezért 1919. január 21-én kiutasították, január 25-én Budapesten, a Belügyminisztérium vármegyei ügyosztályán nyert alkalmazást, később pedig a községi ügyosztályon dolgozott. 1919 február-márciusban a Veszprém vármegyei községekben a harctérről hazatért katonák közigazgatás elleni panaszait vizsgálta miniszteri biztosi beosztásban. 1919. október 2. és 1922. október 4. között a fölfüggesztett képviselőtestületű Újpest város törvényhatósági biztosa volt. Megkapta a Vármegyei Tisztviselők Országos Egyesület igazgatói posztját is. 1922. október 4. és 1930 januárja között Újpest polgármestere volt. 1938 körül nyugdíjazták, ekkor lemondott több tisztségéről és a közélettől is visszavonult. A Kossuth-zarándokút alkalmával megfordult Amerikában, Újpestet képviselte. Világi elnöke volt az újpesti római katolikus egyháztanácsnak és a X. Pestkörnyéki Cserkészkerületnek. 1933-ban a Gödöllői Cserkész Világtalálkozó X. altáborának parancsnoka volt, majd 1935-től a Magyar Városok Országos Szövetségének alelnöki tisztét is betöltötte. 
1929-ben Újpestet megyei jogú várossá emelte, közbenjárására pedig Rákospalota területéből 1704 holdat Újpesthez csatoltak. Nevéhez fűződik az utcákat fásítást és parkok létesítése. Ő építtette a Baross utcai városi szükséglakásokat, az Irányi Dániel utcai, valamint a Mátyás téri városi lakásokat. Bevezette a gyermeknyaraltatást és óvodát, leánygimnáziumot, fa- és fémipari szakiskolát, szülőotthont és új járványkórházat építtetett. Leköveztette az utcákat, kiépíttette a csatornahálózatot. Megyeren új temetőt nyitott, fölépíttette az első világháború hősi halottainak emlékművét, valamint az Újpesti Torna Egylet sportpályáját. Bevezette az Egri Normát is. Elhunyt 1950. január 11-én szívizomelfajulás következtében, örök nyugalomra helyezték január 14-én délután az újpest-megyeri temetőben a római katolikus egyház szertartása szerint. Felesége Posta Terézia volt.

## Emlékezete
2005-ben avatták fel Újpesten emléktábláját és parkot is neveztek el róla.

## További információk

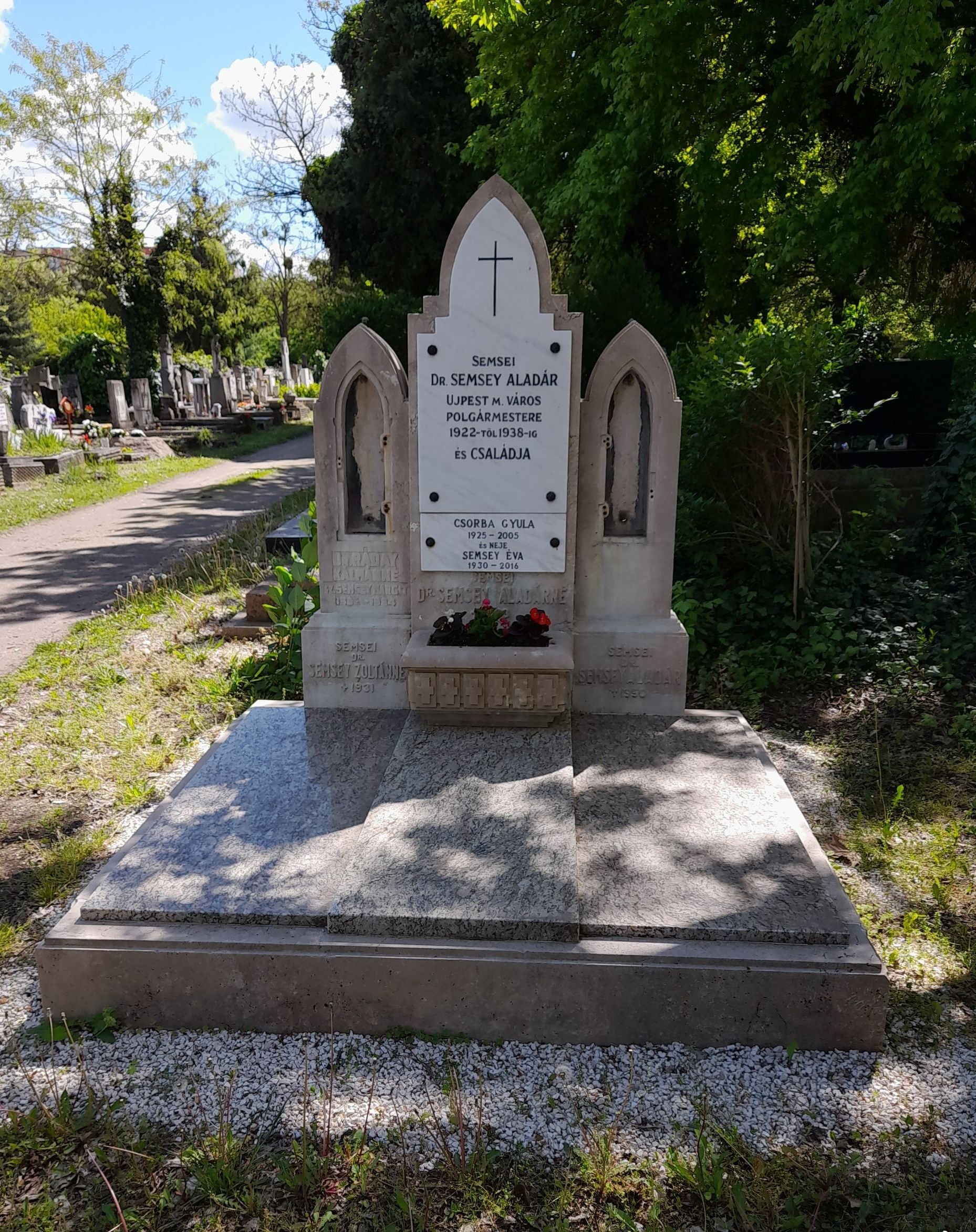
Sírja a Megyeri temetőben (22-1-24-25)